# Australische Streitaxt
Die Australische Streitaxt ist eine Steinaxt-Waffe der Aborigines aus Australien.

## Beschreibung
Die Australische Streitaxt hat eine steinerne, spitz zugearbeitete, keilförmige Klinge. Die Klinge ist durch Abschlagen von Steinsplittern gearbeitet. Der Schaft der Axt besteht aus Holz und ist vom Griffende bis zum Schlagkopf gespalten und am Schlagkopfende geschlossen. Die Steinklinge ist am Schlagkopfende eingeklemmt, mit natürlichem Gummi der Spinifex-Pflanze verklebt und mit einer Schaftumwicklung aus Pflanzenfasern fixiert.
Der Gebrauch von Streitäxten ist selten bei den Aborigines. Sie bevorzugen mehr Keulen wie die Baggoro oder die Kujerung. Es gibt ebenfalls hölzerne Versionen.